# Streichquartett Nr. 1 „Carillon“
Das Streichquartett Nr. 1 „Carillon“ ist ein kammermusikalisches Werk von Karl Amadeus Hartmann. Es wurde 1936 in Genf uraufgeführt. Hartmann widmete die Komposition seinem Freund und Mentor Hermann Scherchen.

## Entstehung, Aufbau und Stil
Hartmann komponierte sein erstes Streichquartett bereits im Jahr 1933. Der damals 28 Jahre junge Komponist hatte sich nach der Machtergreifung der Nationalsozialisten im selben Jahr aus der Öffentlichkeit zurückgezogen. Das Werk stand am Anfang einer ganzen Reihe von Kompositionen, die Hartmann während der Zeit des Nationalsozialismus entweder ganz zurückhielt oder aber im Ausland zur Aufführung bringen ließ. Das Werk ist dreisätzig konzipiert. Den letzten Satz beließ Hartmann ohne Bezeichnung.
- 1. Langsam – sehr lebhaft
- 2. Con sordino
- 3.

Das Werk beginnt mit einem langsamen Fugato, dem sich im Verlauf immer wieder flüchtige ostinate Motive anschließen. Der Hauptteil des Satzes ist expressiv und schrill-anklagend. Im gespenstisch wirkenden zweiten Satz entfaltet sich gedämpft-klagender, von Motiven jüdischer Musik zehrender Gesang auf einem monoton-dissonanten Akkordfundament. Der dritte Satz ist wiederum sehr beschwingt, zornig, fast aggressiv, wird jedoch immer wieder durch kontrastierende, zögernde Passagen unterbrochen. Hartmanns erstes Streichquartett erinnert formal und tonsprachlich an die seinerzeit stilbildenden Streichquartette Béla Bartóks, insbesondere an dessen vier Jahre zuvor komponiertes 4. Streichquartett, bis hin zur Dämpferanweisung im zweiten Satz. Dennoch handelt es sich um ein musikalisch eigenständiges und überraschend reifes Frühwerk des Komponisten.
Hartmann kommentierte diese und andere Kompositionen aus dieser Zeit wie folgt: „Wem meine Grundstimmung depressiv erscheint, den frage ich, wie ein Mensch meiner Generation seine Epoche anders reflektieren kann als mit einer gewissen schwermütigen Bedenklichkeit. Ein Künstler darf nicht in den Tag hineinleben, ohne gesprochen zu haben.“

## Aufführungen und Rezeption
Vermutlich auf Vermittlung von Hermann Scherchen, der 1933 ausgewandert war und sich in der Schweiz eine neue Existenz aufbaute, reichte Hartmann das Streichquartett 1936 als Beitrag zu einem Wettbewerb der Genfer Gesellschaft für zeitgenössische Kammermusik ein. Die Uraufführung des schwierig zu meisternden Stücks kam einem ungarischen Quartett um den jungen Violinisten Sándor Végh zu, der später ein weltberühmter Kammermusiker wurde. Hartmanns Komposition gewann die Goldmedaille. Der später hinzugefügte Beiname des Werks geht auf den Namen dieses Wettbewerbs zurück.
In den folgenden Jahren erlangte das „Carillon“-Quartett durch verschiedene Aufführungen in Europa, etwa 1938 bei einem Festival der Internationalen Gesellschaft für Neue Musik in London, unter Kammermusikfreunden große Bekanntheit. Verlegt wurde es jedoch erst 1953 vom Schott-Verlag. Hartmann, dessen kompositorisches Wirken sich in den folgenden Jahren schwerpunktmäßig in den symphonischen Bereich verlagerte, komponierte nur ein weiteres Streichquartett (1946). Beide, vor allem aber das „Carillon“-Quartett, haben Eingang in den Werkekanon der Kammermusikgattung gefunden und werden bis heute aufgeführt und eingespielt.